# Wiesiałouski
Wiesiałouski (biał. Весялоўскі; ros. Веселовский) – przystanek kolejowy w pobliżu miejscowości Nasyck, w rejonie puchowickim, w obwodzie mińskim, na Białorusi. Położony jest na linii Homel - Żłobin - Mińsk.